# Kirchheilingen
Kirchheilingen település Németországban, azon belül Türingiában. Lakosainak száma 769 fő (2023. december 31.).

## Népesség
A település népességének változása:
| Lakosok száma | 803  | 812  | 763  | 793  | 769  |
|               | 2017 | 2019 | 2021 | 2022 | 2023 |